# Frankfurter Lokalbahn
| Eröffnung als Pferdebahn am 12. Mai 1888 |                      |                                                          |                                                          |
| Strecke der Eschersheimer Lokalbahn (orange) |                      |                                                          |                                                          |
| Streckenlänge: | 4,7 km               |                                                          |                                                          |
| Spurweite: | 1435 mm (Normalspur) |                                                          |                                                          |
| |                      |                                                          |                                                          |
| Eschersheimer Lokalbahn |                      |                                                          |                                                          |
| \| \| \| Eschenheimer Tor \| \| \| \| \| Richtung Hauptwache (FTG/Linie 11) \| \| \| \| \| \| \| \| \| \| Oeder Weg (ab 1.9.1893/10.9.1900) \| \| \| \| \| \| \| \| \| \| Grüneburgweg \| \| \| \| \| Heinestraße \| \| \| \| \| Vogtstraße \| \| \| \| \| \| \| \| \| \| Diakonissenkrankenhaus (Linie 13) (ab 21.1.1901) \| \| \| \| \| \| \| \| \| \| Affensteiner Weg \| \| \| \| \| Milchkur-Anstalt (Ausweichstelle) \| \| \| \| \| Am eisernen Schlag \| \| \| \| \| (Stadtgrenze bis 31.12.1909) \| \| \| \| \| Geflügelmästerei (bis 1904) \| \| \| \| \| Roseggerstraße (ab 1904) \| \| \| \| \| Sinai \| \| \| \| \| Roter Weg (Villen-Colonie) \| \| \| \| \| Lindenstraße \| \| \| \| \| \| \| \| \| \| Wagenhalle Eschersheim \| \| \| \| \| Thielenstraße (Bis 29.2.1908) Weißer Stein (Ab 1.3.1909) \| \| \| \| \| Main-Weser-Bahn \| \| \| \| \| \| \| \| \| \| Bahnhof Frankfurt-Eschersheim (ab 1.10.1909) \| \| \| \| \| \| \| \| \| \| Maybachbrücke \| \| \| \| \| Heddernheim \| \| |                      |                                                          |                                                          |
| ehemaliger Kopfbahnhof Streckenanfang |                      | Eschenheimer Tor                                         | Eschenheimer Tor                                         |
| Abzweig geradeaus und ehemals von links |                      | Richtung Hauptwache (FTG/Linie 11)                       | Richtung Hauptwache (FTG/Linie 11)                       |
| |                      |                                                          |                                                          |
| Abzweig geradeaus und ehemals nach rechts |                      | Oeder Weg (ab 1.9.1893/10.9.1900)                        | Oeder Weg (ab 1.9.1893/10.9.1900)                        |
| |                      |                                                          |                                                          |
| ehemaliger Haltepunkt / Haltestelle |                      | Grüneburgweg                                             | Grüneburgweg                                             |
| ehemaliger Haltepunkt / Haltestelle |                      | Heinestraße                                              | Heinestraße                                              |
| ehemaliger Haltepunkt / Haltestelle |                      | Vogtstraße                                               | Vogtstraße                                               |
| |                      |                                                          |                                                          |
| Abzweig geradeaus und ehemals nach rechts |                      | Diakonissenkrankenhaus (Linie 13) (ab 21.1.1901)         | Diakonissenkrankenhaus (Linie 13) (ab 21.1.1901)         |
| |                      |                                                          |                                                          |
| ehemaliger Haltepunkt / Haltestelle |                      | Affensteiner Weg                                         | Affensteiner Weg                                         |
| ehemaliger Bahnhof |                      | Milchkur-Anstalt (Ausweichstelle)                        | Milchkur-Anstalt (Ausweichstelle)                        |
| ehemaliger Haltepunkt / Haltestelle |                      | Am eisernen Schlag                                       | Am eisernen Schlag                                       |
| Grenze |                      | (Stadtgrenze bis 31.12.1909)                             | (Stadtgrenze bis 31.12.1909)                             |
| ehemaliger Haltepunkt / Haltestelle |                      | Geflügelmästerei (bis 1904)                              | Geflügelmästerei (bis 1904)                              |
| ehemaliger Haltepunkt / Haltestelle |                      | Roseggerstraße (ab 1904)                                 | Roseggerstraße (ab 1904)                                 |
| ehemaliger Haltepunkt / Haltestelle |                      | Sinai                                                    | Sinai                                                    |
| ehemaliger Haltepunkt / Haltestelle |                      | Roter Weg (Villen-Colonie)                               | Roter Weg (Villen-Colonie)                               |
| ehemaliger Haltepunkt / Haltestelle |                      | Lindenstraße                                             | Lindenstraße                                             |
| Verschwenkung nach links und nach rechts |                      |                                                          |                                                          |
| Abzweig geradeaus und ehemals nach rechts · Strecke |                      | Wagenhalle Eschersheim                                   | Wagenhalle Eschersheim                                   |
| ehemaliger Kopfbahnhof Streckenende · ehemaliger Bahnhof |                      | Thielenstraße (Bis 29.2.1908) Weißer Stein (Ab 1.3.1909) | Thielenstraße (Bis 29.2.1908) Weißer Stein (Ab 1.3.1909) |
| Kreuzung mit U-Bahn geradeaus oben |                      | Main-Weser-Bahn                                          | Main-Weser-Bahn                                          |
| |                      |                                                          |                                                          |
| ehemaliger Bahnhof |                      | Bahnhof Frankfurt-Eschersheim (ab 1.10.1909)             | Bahnhof Frankfurt-Eschersheim (ab 1.10.1909)             |
| |                      |                                                          |                                                          |
| Brücke über Wasserlauf (Strecke außer Betrieb) |                      | Maybachbrücke                                            | Maybachbrücke                                            |
| ehemaliger Kopfbahnhof Streckenende |                      | Heddernheim                                              | Heddernheim                                              |

Die Frankfurter Lokalbahn AG (FLAG) war die Betreiberin mehrerer Straßenbahn- und Kleinbahnlinien im Gebiet der heutigen Städte Frankfurt am Main, Bad Homburg vor der Höhe und Oberursel.
Die FLAG wurde am 5. April 1888 in Frankfurt gegründet, zunächst als Beteiligungsgesellschaft für Nahverkehrsbetriebe im Frankfurter Raum. Alleinige Aktionärin war ab 1912 die Elektrizitäts-AG vormals W. Lahmeyer & Co. Am 1. Januar 1955 übernahm die Städtische Straßenbahn Frankfurt den Betrieb der verbliebenen FLAG-Linien. Sie sind seit 1968 Teil der A-Strecke der U-Bahn Frankfurt und werden heute von den Linien U2 und U3 befahren. Die Gesellschaft wurde 1956 aufgelöst.

## Die Eschersheimer Lokalbahn

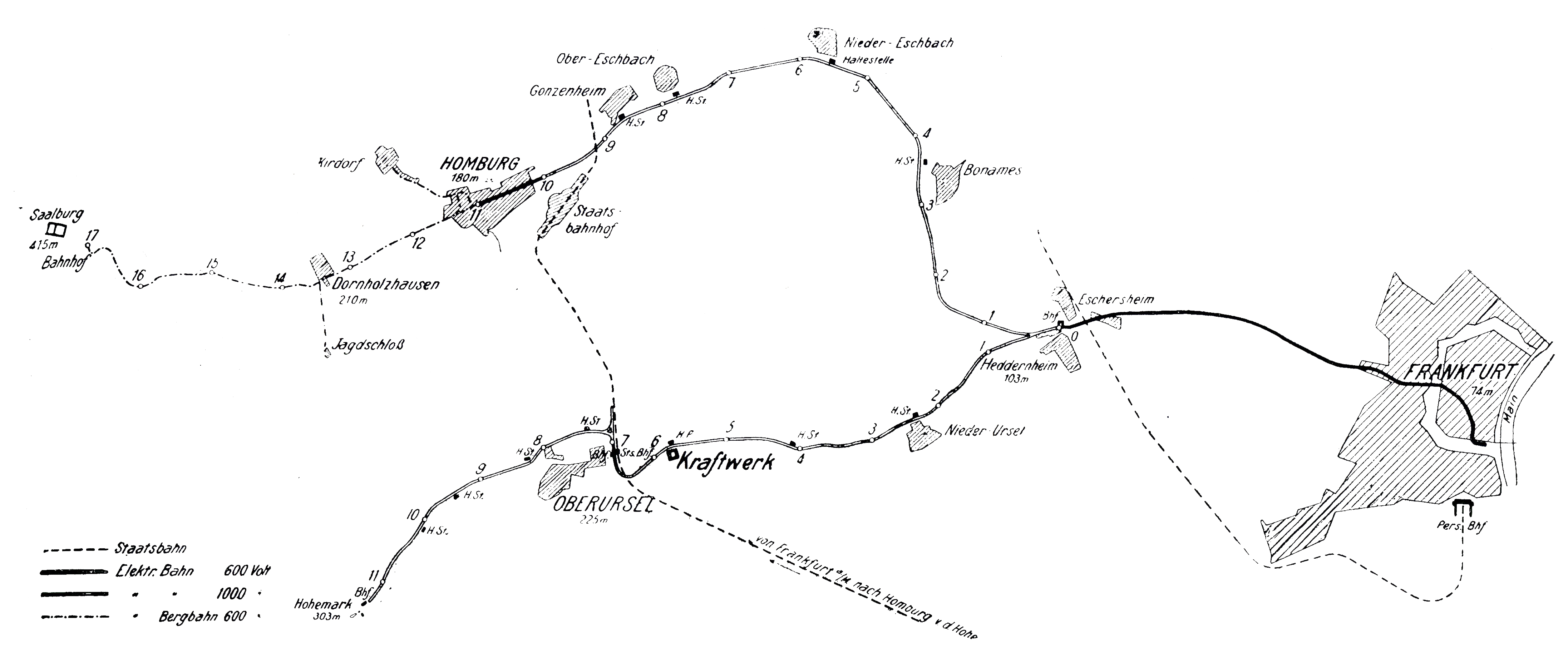
Straßenbahnnetz westlich von Frankfurt 1911

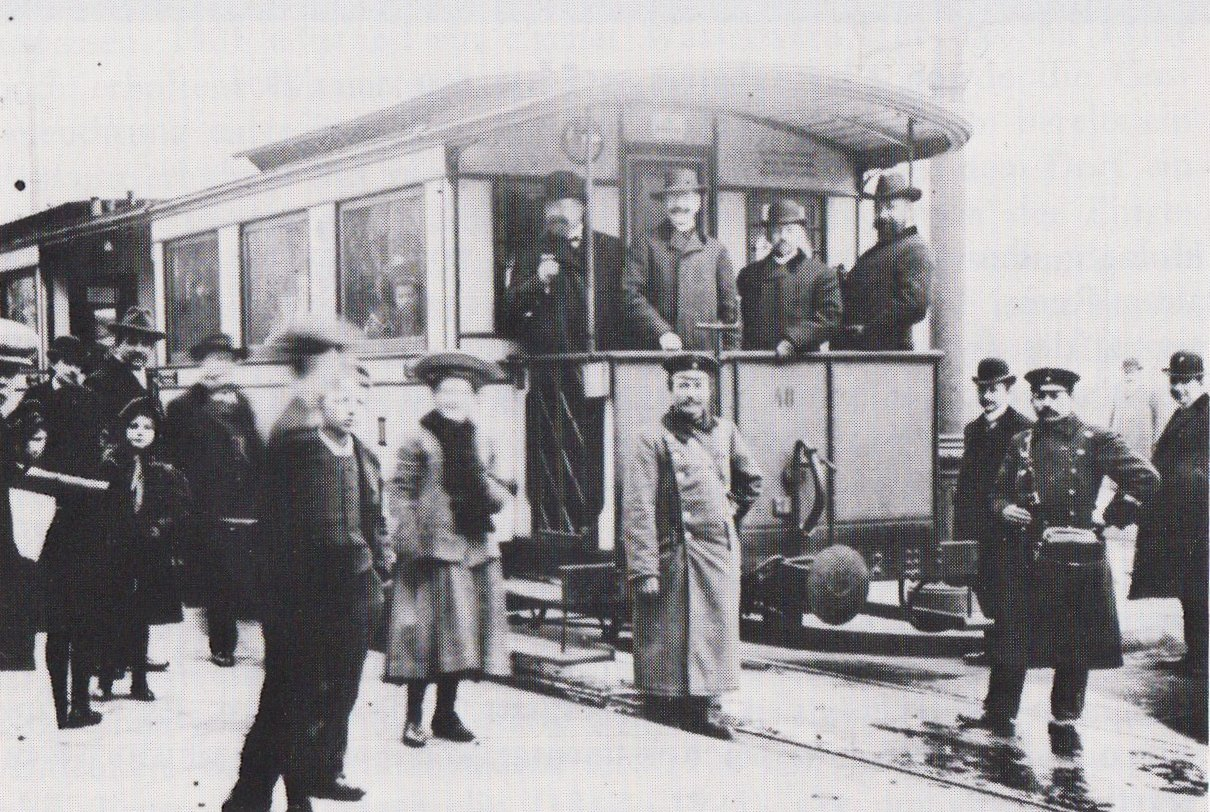
Die Eschersheimer Lokalbahn im letzten Betriebsjahr 1908

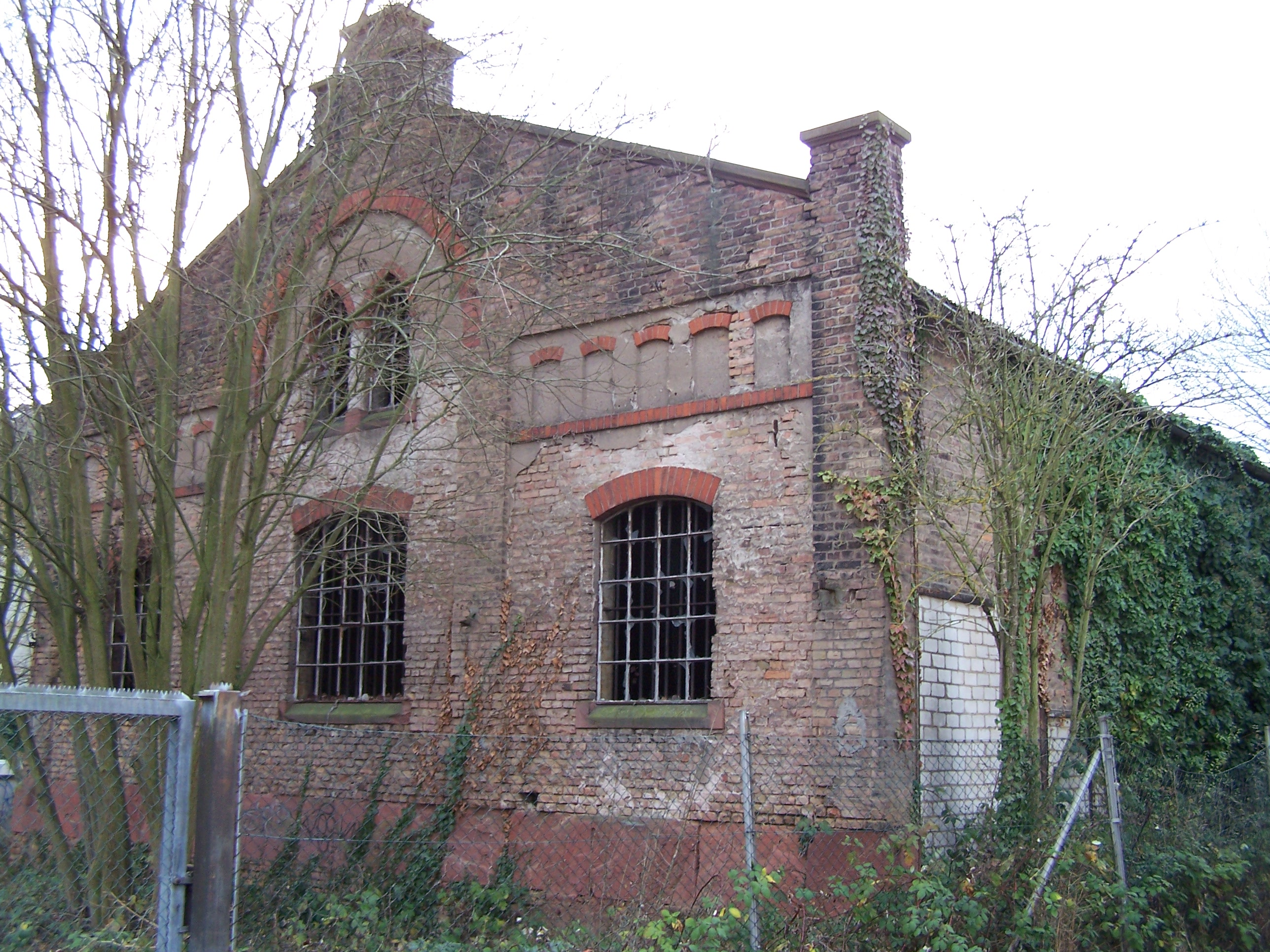
Zustand der Wagenhalle in Eschersheim im Dezember 2008

Seit 1851 verkehrte ein Pferdeomnibus zwischen Heddernheim und dem Eschenheimer Tor über die Eschersheimer Landstraße, die damals noch eine ungepflasterte Chaussee war. 1877 entstand der erste Haltepunkt Eschersheim an der Main-Weser-Bahn. Seit 1886 gehörte das Dorf Eschersheim zum Landkreis Frankfurt. Das allmähliche Bevölkerungswachstum und der Wirtschaftsaufschwung der Gründerjahre ließen das Verkehrsaufkommen stark anwachsen. 1887 beantragte die neugegründete Frankfurter Localbahn Actien-Gesellschaft unter ihrem Generaldirektor, dem Ingenieur Julius Kollmann, den Bau einer Pferdebahn vom Eschenheimer Tor nach Eschersheim.
Am 12. Mai 1888 wurde diese erste Linie der FLAG für den Personenverkehr eröffnet. Die eingleisige Strecke begann vor dem Eschenheimer Tor und führte 4,7 km nordwärts über die Eschersheimer Landstraße. Sie endete vor dem Bahnübergang in Eschersheim in Höhe der Thielenstraße. Nördlich der heutigen Holzhausenstraße war die Straße damals, von ein paar vereinzelten Häusern abgesehen, unbebaut und kaum mehr als ein Feldweg. Sie galt als „fabelhaft stolprig und staubig, ein Greuel geradezu für alle Passanten, ganz besonders für die Radfahrer!“ Die einzige Ausweichstelle befand sich an der sogenannten Milchkur-Anstalt in Höhe der Hundswiese, kurz vor der damaligen Frankfurter Stadtgrenze. Heute verläuft hier die Miquelallee.
Die Fahrzeit auf der teilweise steilen und kurvenreichen Strecke betrug 45 Minuten; sie war für die Pferde eine Tortur und oft nur mit Vorspann zu bewältigen. Bereits am 15. Oktober 1888 stellte die Lokalbahn deshalb auf Dampfbetrieb um und wurde zur ersten Dampfstraßenbahn in Frankfurt. Anfangs bestand der Fuhrpark nur aus einer zweiachsigen, verkleideten Straßenbahnlokomotiven mit umlaufender Plattform und drei dunkelblau gestrichenen zweiachsigen Personenwagen. Die Wagen waren überdacht, aber nicht verglast. Einer der Wagen besaß sogar Sitzbänke auf dem offenen Oberdeck. Die Fahrgäste saßen allerdings ungeschützt vor der Witterung und waren dem Qualm der Lokomotive ausgesetzt.
Die Fahrzeit der Dampfstraßenbahn verkürzte sich auf 24 Minuten. Schon kurz nach der Betriebseröffnung waren die Gleise und vor allem die Weichen der Strecke allerdings in schlechtem Zustand, weil sie keinen festen Unterbau besaßen, sondern einfach auf dem unebenen Straßenbett verlegt waren. Die häufigen Entgleisungen machten bald die Beschaffung zweier weiterer Lokomotiven erforderlich, um bei Entgleisungen den Linienbetrieb aufrechterhalten zu können. Der Wagenpark wurde um vier vierachsige Decksitzwagen, drei offene vierachsige Sommerwagen und einen Marktwagen für Personen- und Gütertransporte ergänzt. Zwei Pferdebahnwagen wurden 1889 nach Lübeck verkauft.
Trotzdem waren die Züge häufig unpünktlich und hielten die Fahrpläne nicht ein, so dass die Eschersheimer Arbeiter verspätet zur Arbeit kamen. Die holprige, unzuverlässige Lokalbahn wurde bald im Frankfurter Volksmund nur noch Knochemiehl genannt. Am 20. Januar 1897 schrieb eine Frankfurter Zeitung spöttisch: „Wenn wir schreiben würden, es erginge jetzt bei der Eschersheimer Lokalbahn kein Tag ohne einen Betriebsunfall, so würden wir uns zweifellos einer Übertreibung schuldig machen. Wir kommen indeß der Wahrheit ziemlich nahe, wenn wir behaupten, daß neuerdings fast keine Woche vergeht, ohne daß ein Unfall auf dieser Strecke zu verzeichnen ist.“ Die Betriebsleitung der Lokalbahn hatte am Vortag gemeldet: „Infolge eines Achsbruches entgleiste die Maschine und fiel in den unmittelbar an dem Gleis befindlichen Chausseegraben. Der Verkehr wurde durch Umsteigen aufrecht erhalten, so daß nur drei Züge ausfallen mußten. Ein auf dem Wagenperron hinter der Maschine stehender Passagier hat sich eine Daumenverrenkung zugezogen.“
Bei einer anderen Gelegenheit brachen die Verbindungsstangen der Puffer zweier Wagen. „Die Wagen trennten sich und erst nach 50 Meter besann sich der Wagen und blieb stehen. Das Zugpersonal merkte erst dann, daß der dritte Teil des Zuges verlorengegangen war.“
Der schlechte Ruf und der unzuverlässige Betrieb der Eschersheimer Lokalbahn rief den Frankfurter Magistrat auf den Plan. Der seit Anfang 1891 amtierende Oberbürgermeister Franz Adickes strebte die Kommunalisierung der Unternehmen an, die in Frankfurt den öffentlichen Nahverkehr betrieben. Seit 1. September 1903 verkehrte am Eschenheimer Tor auch eine Pferdebahnlinie der Frankfurter Trambahn-Gesellschaft, mit der Möglichkeit, zwischen der Eschersheimer Lokalbahn und der Pferdebahn umzusteigen. Zum 1. Januar 1898 ging die Frankfurter Trambahn-Gesellschaft in städtischen Besitz über; sie wurde zur Städtischen Straßenbahn, die ab 1899 begann nach und nach alle Strecken zu elektrifizieren. Am 9. September 1900 stellte die Pferdebahn ihren Betrieb am Eschenheimer Tor ein; einen Tag später übernahm die elektrische Straßenbahnlinie 11 den Verkehr zwischen Bornheimer Landstraße/Berger Straße und Galluswarte.
Die FLAG sträubte sich lange gegen die Übernahme; stattdessen modernisierte sie den Fuhrpark. 1899 schaffte die Gesellschaft eine vierte Lokomotive an und erwarb drei vierachsige Personenwagen von der Großen Casseler Straßenbahn AG. Die offenen Sommerwagen erhielten Glaswände oder wurden zu geschlossenen Wagen umgebaut. Überdies schlug Kollmann eigene Ausbaupläne vor, unter anderem eine Verbindung von Eschersheim zur 1899 eröffneten Gebirgsbahn von Oberursel zur Hohemark sowie eine neue zweigleisige Strecke von Eschersheim über Eckenheim, Preungesheim und den Heiligenstock nach Bergen.
Adickes ließ das Polizeipräsidium Frankfurt als zuständige Genehmigungsbehörde daraufhin unumwunden wissen, dass die Stadt keine weiteren Privatunternehmen im innerstädtischen Nahverkehr dulden könne. Die FLAG hatte somit keine Wachstumsmöglichkeiten mehr im Frankfurter Nahverkehr und verkaufte die Eschersheimer Lokalbahn zum 1. Januar 1901 für 500.000 Mark an die Stadt.
Die Stadt ließ die Gleise umgehend auf der gesamten Strecke erneuern. Die innerstädtische Strecke vom Eschenheimer Tor bis zum Diakonissenkrankenhaus an der Holzhausenstraße wurde zweigleisig ausgebaut und elektrifiziert. Ab 21. Januar 1901 verkehrte hier zusammen mit der Dampfbahn die neue Linie 13 über Schillerstraße und Hauptwache zum Hauptbahnhof. Auf der Eschersheimer Gemarkung wurden zwei zusätzliche Ausweichstellen errichtet. 1904 verlegte man die Haltestelle Geflügelmästerei an der heutigen Liliencronstraße nach Norden an die Roseggerstraße in Höhe der heutigen U-Bahn-Station Fritz-Tarnow-Straße.
Der weitere Ausbau und die Elektrifizierung der Bahn zogen sich hin, weil die Gemeinde Eschersheim sich nicht am Ausbau beteiligen wollte. 1906 schätzte die Stadt die Kosten für die Umstellung auf elektrischen Betrieb auf 345.000 Mark und für die Verlängerung bis Heddernheim auf 995.000 Mark. Erst die zum 1. Januar 1910 geplante Auflösung des Landkreises und die Eingemeindung nach Frankfurt brachten Bewegung in die Verhandlungen. Am 29. Februar 1908 verkehrte die Dampfstraßenbahn zum letzten Mal. Am 1. März 1908 übernahm die neue städtische Straßenbahnlinie 23 den elektrischen Betrieb zwischen Schauspielhaus und Weißer Stein. Der letzte Streckenabschnitt hinunter nach Eschersheim wurde seitdem nicht mehr befahren, weil die Strecke nach Norden in Richtung des ebenfalls zum 1. Januar 1910 eingemeindeten Heddernheim verlängert werden sollte.
Dafür erwies sich das Gelände als beträchtliches Hindernis. Das nördliche Niddaufer in Eschersheim ist ein Steilhang, an dessen Fuß die Eisenbahn verläuft. Es mußten also zwei Brücken, eine über die Bahn und eine über die Nidda, für die Straßenbahn errichtet werden sowie ein Damm, um den Höhenunterschied zwischen Eschersheim und Heddernheim zu überwinden. Erst am 1. Oktober 1909 ging die verlängerte Strecke nach Heddernheim in Betrieb.
Die Lokomotiven und Wagen der Eschersheimer Lokalbahn wurden nach Einstellung des Dampfbetriebes an die Frankfurter Waldbahn abgegeben. Das Depot der Eschersheimer Linie in der Eschersheimer Landstraße 552 nahe der damaligen nördlichen Endstation wurde bis 1967 für die elektrischen Straßenbahnen der Linie 26 genutzt. Es steht seitdem unbeachtet in einem Hinterhof. Da es nicht unter Denkmalschutz steht, plant die Stadt, das Gebäude für einen Erweiterungsbau der Ziehenschule abzureißen.

## Die Gebirgsbahn Oberursel–Hohemark

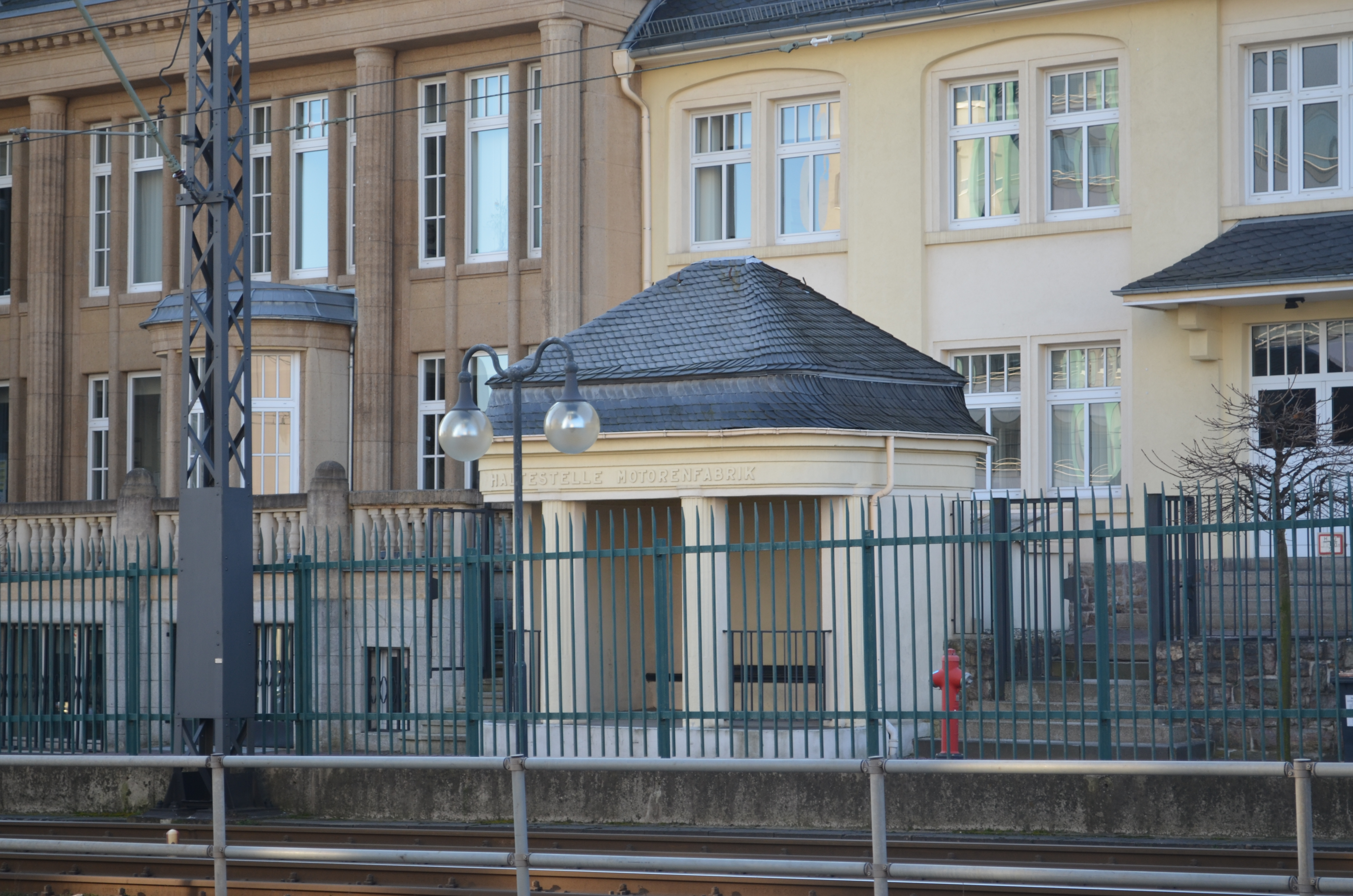
Wartehäuschen Motorenfabrik

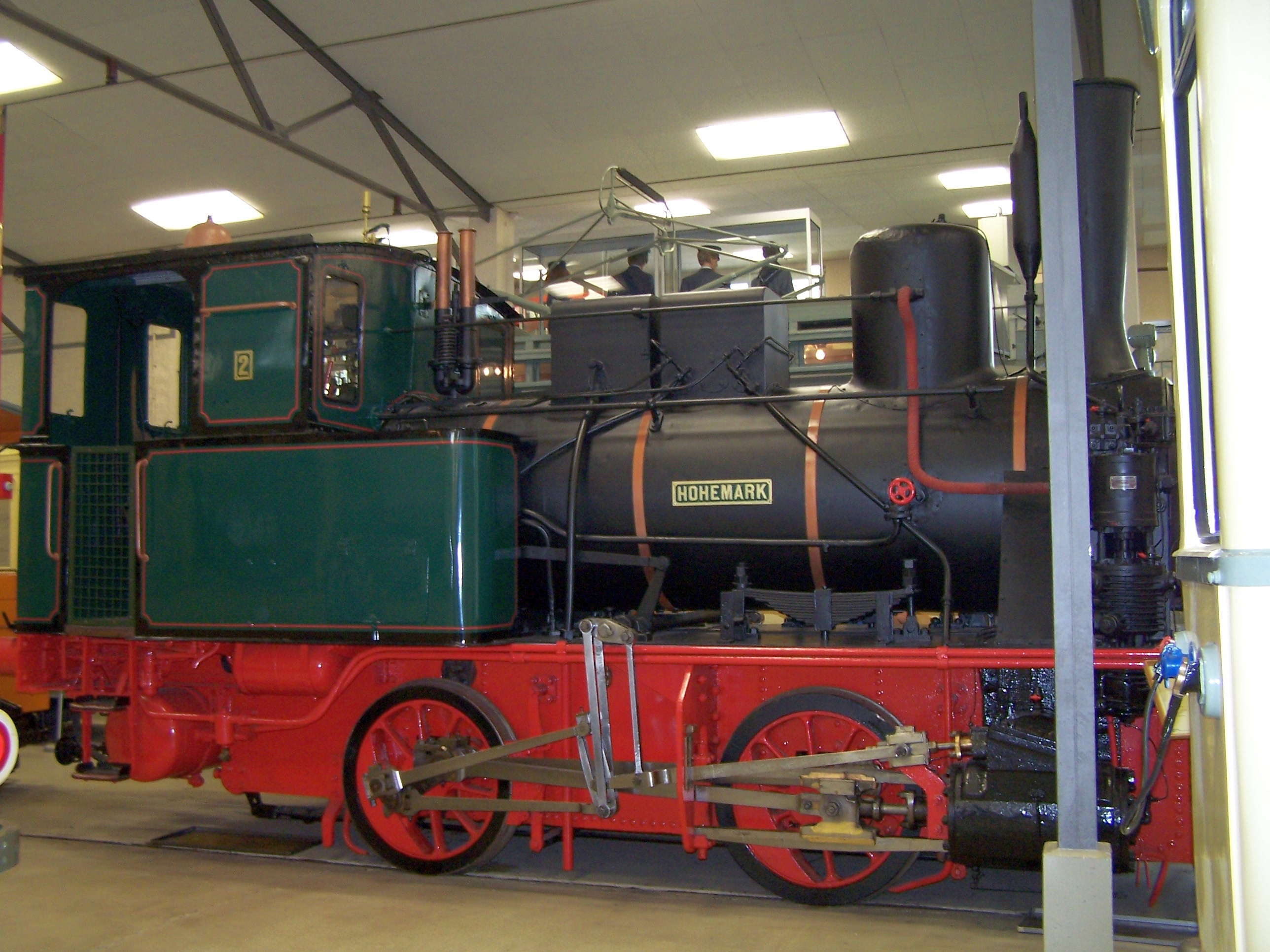
Dampflok 2 „Hohemark“ (Hagans Bn2t 438) im Verkehrsmuseum in Frankfurt-Schwanheim

Inzwischen hatte die FLAG als weitere Teilstücke der geplanten Verbindung von Frankfurt in den Taunus im Juli 1899 die elektrische Straßenbahn Bad Homburg vor der Höhe und im Oktober 1899 eine dampfbetriebene Kleinbahn innerhalb von Oberursel eröffnet. Diese begann am Bahnhof der Homburger Bahn, dem heutigen S-Bahnhof Oberursel, wo Gleisverbindungen für den Güterverkehr bestanden, und verlief über 4,5 km bis zur Endstation Hohemark im Taunus. Für den Oberurseler Betrieb kaufte man bei Hagans zwei Bn2t-Tenderlokomotiven, die Nr. 1 „Oberursel“ und die Nr. 2 „Hohemark“. Zwei Henschel-Straßenbahnlokomotiven wurden bereits 1908 weiterverkauft. Die beiden Tenderlokomotiven übernahmen nach der Elektrifizierung den Güterverkehr auf den Taunusbahnen. Lokomotive Nr. 1 schied 1960 als Ersatzteilspender aus; Lok 2 diente noch bis 1964 und ist heute im Verkehrsmuseum Frankfurt am Main in Frankfurt-Schwanheim erhalten.
Für den Güterverkehr wurden im Laufe der Zeit 22 offene und gedeckte Güterwagen beschafft. Später kam noch ein elektrischer Gütertriebwagen hinzu. Dem Personenverkehr dienten fünf geschlossene und ein offener vierachsige Wagen. Sie wurden nach der Elektrifizierung 1910 außer Dienst gestellt.

## Die Strecken nach Bad Homburg und Oberursel
Der von Beginn an geplante Lückenschluss zwischen der Frankfurter Straßenbahn, die über Eschersheim hinaus nun bis Heddernheim fuhr, und der Gebirgsbahn in Oberursel, ließ über zehn Jahre lang auf sich warten. Auch die 1899 eröffnete Homburger Straßenbahn erhielt damit Anschluss an das Frankfurter Netz. Die beiden Überlandstraßenbahnen der FLAG wurden von Heddernheim ausgehend am 4. Mai 1910 nach Bad Homburg (Linie 25) und am 31. Mai 1910 nach Oberursel (Linie 24) eröffnet. Sie waren als nebenbahnähnliche Kleinbahn konzessioniert. Sie wurden aber mit elektrischen Triebwagen betrieben.
Die FLAG und die städtische Straßenbahn schlossen einen Vertrag für den gemeinsamen Betrieb und die Integration in das Frankfurter Liniennetz. Die Strecken von den beiden Taunusstädten nach Heddernheim wurden von der FLAG betrieben. Von dort fuhren die Züge auf der städtischen Straßenbahn bis zur Endstation am Schauspielhaus, dem heutigen Willy-Brandt-Platz. Beide Gesellschaften stellten eine Anzahl von Zügen, entsprechend ihrem Anteil an den Wagenkilometern. Die sieben Frankfurter Triebwagen der Baureihe V wurden von der Waggonfabrik Uerdingen und Siemens geliefert, die 18 weitgehend baugleichen Wagen der FLAG von Herbrand und AEG. Die gleichen Hersteller lieferten zudem 12 Beiwagen der Baureihe v an die städtische Straßenbahn und 21 Beiwagen an die FLAG. Die Baureihe V verfügte über 24 Sitz- und 34 Stehplätze bei einem Leergewicht von 16,3 t. Sie hatte einen größeren Achsstand und eine höhere Antriebsleistung von 2 × 85 PS als die anderen Frankfurter Straßenbahnwagen. Als weitere Besonderheit wiesen die Vorortzüge eine Druckluftbremse auf, was ansonsten unübliche Zugzusammenstellungen bis hin zu vierteiligen Garnituren ermöglichte.
In Bad Homburg nutzte die FLAG die Gleise der dortigen Straßenbahn bis zur Endhaltestelle am Marktplatz. Die Wagen der städtischen Straßenbahn wurden in Heddernheim stationiert. Die FLAG errichtete 1910 in Bommersheim bei Oberursel für ihre Züge ein Depot mit einer viergleisigen Wagenhalle, das heute von der U-Bahn Frankfurt genutzt wird. In Bad Homburg erweiterte die FLAG das Depot der Homburger Straßenbahn in der Höhestraße.
Die Strecken dienten dem Pendler- und Ausflugsverkehr für Fahrgäste sowie (bis 1983) dem Güterverkehr. Hauptkunden waren die Motorenfabrik Oberursel und die Heddernheimer Kupferwerke, die vor allem während des Zweiten Weltkriegs als Kupfer- und Aluminiumwerk mit einer angegliederten Produktion von Flugzeugmotoren bedeutende Frachtmengen erbrachten. Außerdem wurden Rüben von Nieder- und Ober-Eschbach über den Staatsbahnhof in Oberursel abgefahren.

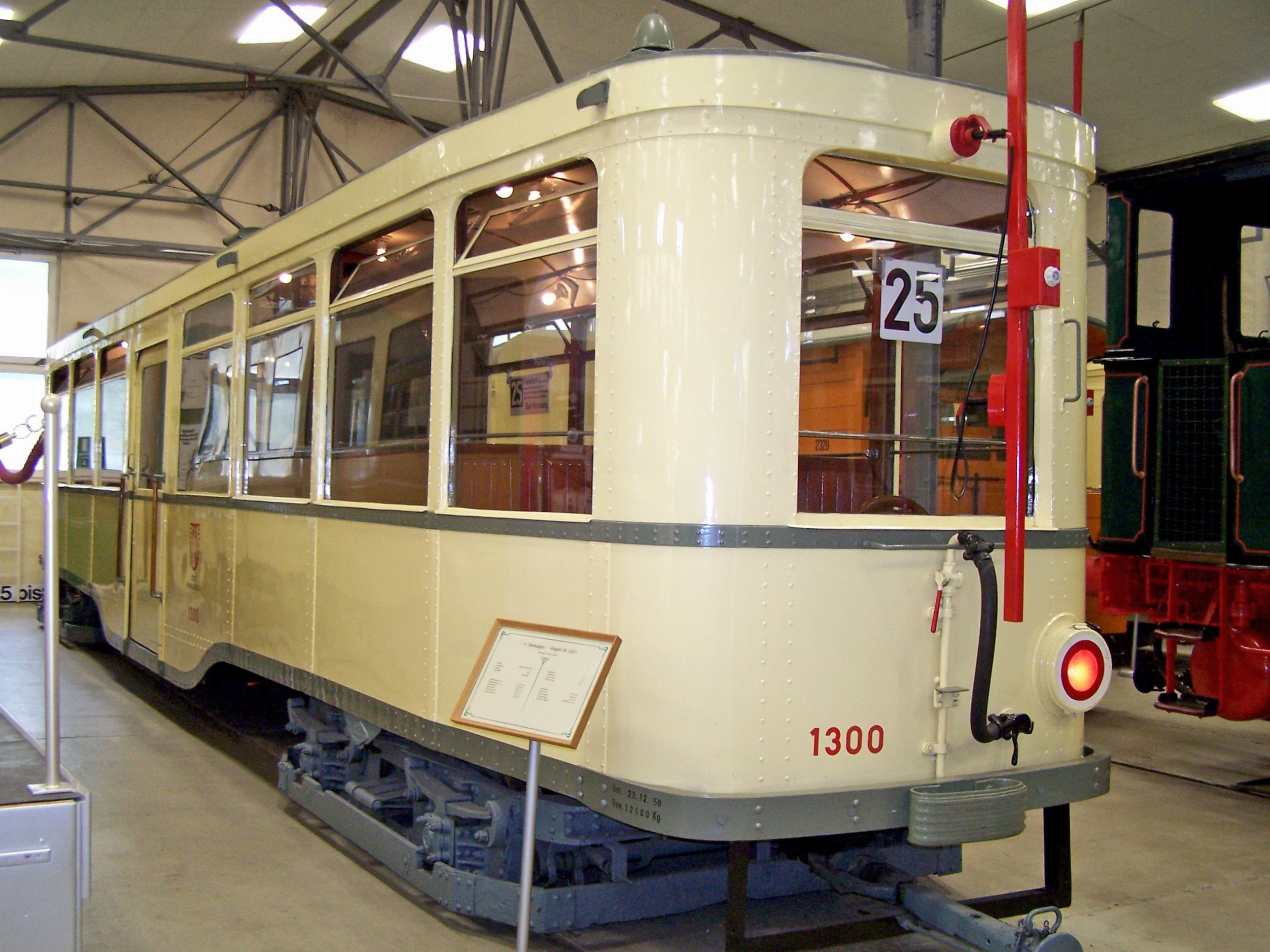
Niederflur-Beiwagen der FLAG, gebaut 1923 von der Waggonfabrik Uerdingen

Ein 1923 erbauter Niederflur-Beiwagen wurde 1924 von der Waggonfabrik Uerdingen an die FLAG geliefert. Dieses für die damalige Zeit einzigartige Fahrzeug sollte aus Sicht des Herstellers neue Aufträge generieren, blieb jedoch ein Einzelstück. Es war bis zum 31. Dezember 1954 in Betrieb. Es wurde außer Dienst gestellt, da die BOStrab die damals neuen Schienenbremsen vorschrieb, die dafür erforderlichen neuen Drehgestelle jedoch zu teuer gewesen wären. Das Fahrzeug befindet sich heute im Frankfurter Verkehrsmuseum.

## Das Ende der Frankfurter Lokalbahn
Am 31. Juli 1935 wurde die Bad Homburger Straßenbahn stillgelegt. Die am Marktplatz an die FLAG anschließende Linie zur Saalburg wurde durch einen Bus ersetzt. Die FLAG benutzte in der Homburger Louisenstraße auch weiterhin die zweigleisige Strecke Rondell – Markt (1,43 km) (– Depot) der Homburger Straßenbahn. Bereits seit 1925 betrieb die FLAG eine Buslinie im Hochtaunus von der Hohemark nach Schmitten. Von 1950 bis 1954 betrieb die FLAG auch eine Schnellbus-Linie (mit roten Bussen) Frankfurt – Bad Homburg über die Autobahn neben der „blauen“ Linie der Schnellbus-Braun KG.
Aufgrund des Sozialisierungsartikels 41 der Verfassung des Landes Hessen übernahm die Stadt Frankfurt am 1. Januar 1955 für 4,8 Millionen DM die FLAG. Die Aktiengesellschaft wurde 1956 aufgelöst. Die städtische Straßenbahn übernahm den Betrieb auf den nun Taunusbahnen der Stadt Frankfurt genannten Linien von Heddernheim nach Oberursel-Hohemark und Bad Homburg. Sie sind seit 1968 Teil der A-Strecke der U-Bahn Frankfurt.